# Klauenmutter

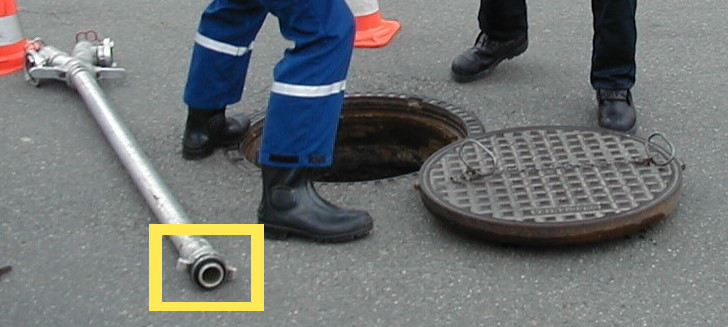
Klauenmutter an einem Standrohr, gelb hervorgehoben

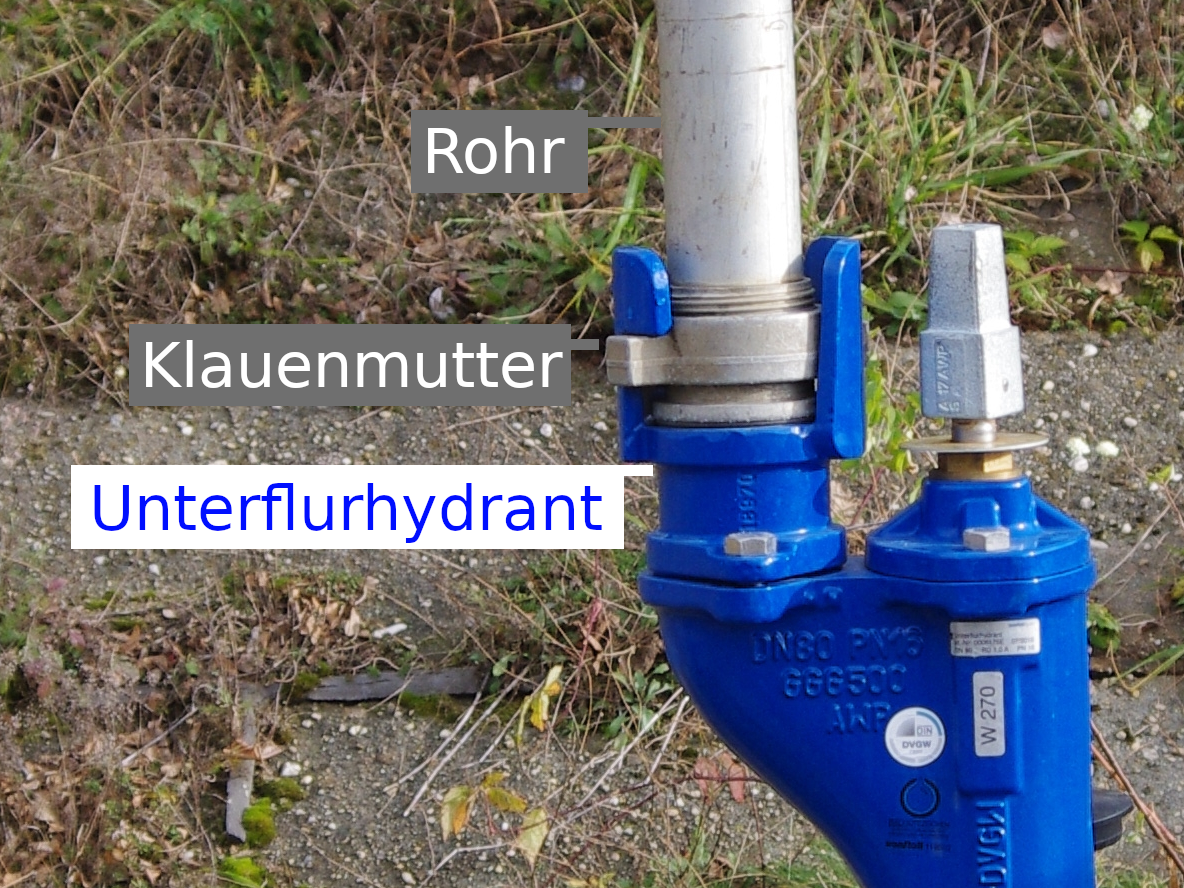
Unterflurhydrant mit Standrohr

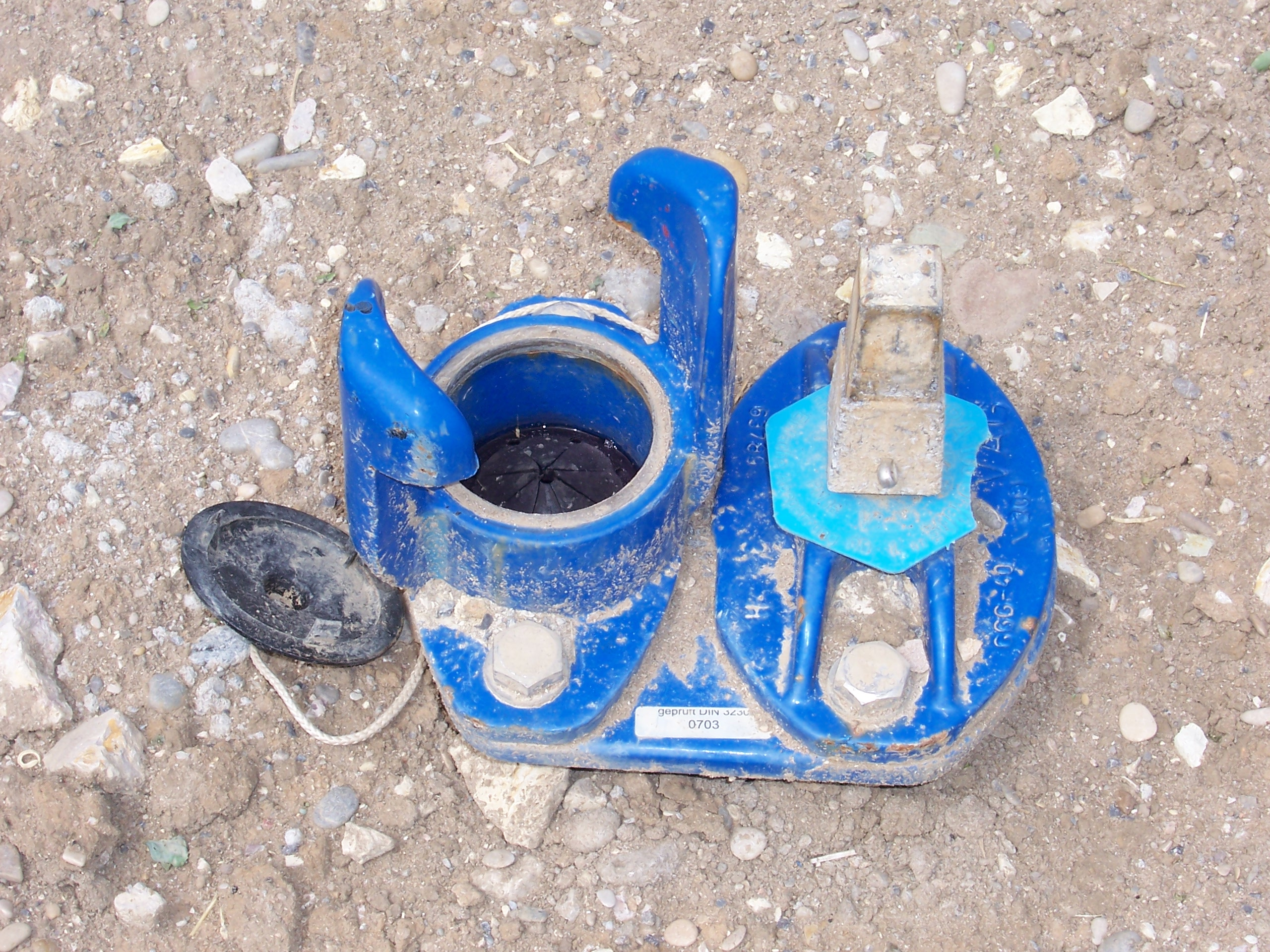
Klaue des Unterflurhydranten

Die Klauenmutter findet sich an einem Standrohr, das zur Wasserentnahme aus einem Unterflurhydranten benutzt wird.
Die Klauenmutter ähnelt einer Flügelmutter, die beim Einschrauben des Standrohrs in den Hydranten in die Klauen greift, und so eine feste Verbindung herstellt.

## Verwendung
Für diese Klauenmutter, die ein fester Bestandteil des Standrohrs ist, wird kein Werkzeug benötigt. Einziges Werkzeug, das vor der Montage des Standrohrs im Hydranten benötigt wird, ist ein Schieberschlüssel: Mit dem Haken "B" am T-Griff wird die Straßenkappe, der Deckel des Unterflurhydranten, zunächst herausgehoben bzw. zur Seite gedreht, so dass die Aufnahme für das Standrohr und der Vierkant der Schieberspindel zugänglich werden. Das Standohr wird auf die Aufnahme aufgesteckt und um ca. 90º im Uhrzeigersinn gedreht, bis es einrastet, vom Prinzip her handelt es sich um einen Bajonettverschluss. Mittels der oben am Standrohr angebrachten zwei Handgriffe (Foto 1) ist dies ohne Werkzeug und mit wenig Kraftaufwand zu bewältigen. Nach Anschluss eines zur Brandbekämpfung ausreichend langen Feuerwehrschlauchs mit Strahlrohr wird mit dem Innenvierkant "A" des Schieberschlüssels das Schieberventil des Unterflurhydranten zur Entnahme des Löschwassers aufgedreht.